# Joe Tarto
Joe Tarto (* 22. Februar 1902 in Newark, New Jersey; † 24. August 1986 in Morristown, New Jersey) war ein US-amerikanischer Bassist (Tuba, Kontrabass) in Tanzorchestern und im Jazz.
Tarto spielte Tuba in einer Army Band im Ersten Weltkrieg, für die er sich freiwillig meldete (unter Verschweigen seines wahren Alters), wurde verwundet und 1919 entlassen. Er war ab 1920 professioneller Musiker, tourte mit Cliff Edwards und war 1922 bis 1924 in der Band von Paul Specht. Danach war er in den Orchestern von Sam Lanin und Vincent Lopez und spielte in Broadway-Orchestern. Er arrangierte für Chick Webb und Fletcher Henderson.
Er ist auf vielen Aufnahmen der 1920er Jahre zu hören, unter anderem mit Bix Beiderbecke, Joe Venuti, Miff Mole, Red Nichols, Phil Napoleon, Eddie Lang, Ethel Waters, den Boswell Sisters, den Dorsey-Brüdern und Bing Crosby. In den 1930er Jahren spielte er zwei Jahre bei Roger Wolfe Kahn und war dann Studiomusiker, spielte in Theatern und mit Symphonieorchestern.
In späteren Jahren spielte er in kleinen Dixie Gruppen und hatte ein eigenes New Jersey Dixieland Brass Quintet.